# توني كالتاك
توني كالتاك هو لاعب كرة قدم فانواتي في مركز مهاجم ‏، ولد في 5 سبتمبر 1996 في فانواتو. شارك مع منتخب فانواتو تحت 17 سنة لكرة القدم ومنتخب فانواتو تحت 20 سنة لكرة القدم ومنتخب فانواتو تحت 23 سنة لكرة القدم ومنتخب فانواتو لكرة القدم. أما مع النوادي، فقد لعب مع Erakor Golden Star F.C. ‏.

## وصلات خارجية
- توني كالتاك على موقع قاعدة بيانات كرة القدم.إي يو (الإنجليزية)
- توني كالتاك على موقع ناشيونال فوتبول تيمز (الإنجليزية)
- توني كالتاك على موقع Soccerway.com (الإنجليزية)